# Osmolskina czatkowicensis
L'osmolskina (Osmolskina czatkowicensis) è un rettile estinto, appartenente agli arcosauriformi. Visse nel Triassico inferiore (Olenekiano, circa 248 - 247 milioni di anni fa) e i suoi resti fossili sono stati ritrovati in Polonia.

## Descrizione
Questo animale doveva essere piuttosto simile al ben noto Euparkeria, ma la taglia doveva essere minore. Il cranio era lungo solo 6 centimetri, mentre il femore era lungo 4 centimetri e la tibia solo 3. Si suppone che l'animale intero non raggiungesse la lunghezza di 40 centimetri. Rispetto a Euparkeria, Osmolskina aveva una premascella sottile, leggermente avanzata e ricurva (ma meno che nei proterosuchidi) debolmente attaccata alla mascella (senza articolazione di tipo "peg and socket"), e probabilmente era separata da uno spazio aggiuntivo antorbitale a fessura. Inoltre, Olsmolskina possedeva un processo nasale subquadrangolare del mascellare superiore, e una finestra antorbitale di poco incavata. In Olsmolskina la parte preorbitale del cranio è meno allungata rispetto a quella di Euparkeria, e l'orbita più arrotondata. La mandibola possedeva una parte posteriore sottile, a differenza di quella di Euparkeria; l'omero era più breve, il femore più ritorto e i denti erano meno compressi lateralmente. Anche rispetto a Dorosuchus, Osmolskina era più piccola e dotata di un femore maggiormente ritorto.

## Classificazione
Osmolskina czatkowicensis è stato descritto per la prima volta nel 2003, sulla base di numerosi fossili disarticolati provenienti da depositi carsici di Czatkowice, in Polonia meridionale. Gli autori della prima descrizione avvicinarono questa forma con qualche dubbio alla famiglia degli euparkeriidi, un gruppo di arcosauriformi basali tipici del Triassico inferiore - medio, solitamente di piccole dimensioni. Uno studio più dettagliato, del 2009, ha ulteriormente rafforzato quest'ipotesi. 
La stretta somiglianza tra Euparkeria e Osmolskina pone una questione riguardante la loro distinzione generica. Oltre a numerosi caratteri discriminanti del cranio di Osmolskina, si aggiungono due caratteristiche postcraniche: i centri cervicali leggermente più lunghi in Osmolskina, e la posizione estremamente anteriore del forame del coracoide. Le differenze in termini di dimensioni, l'età stratigrafica e la provenienza geografica (Euparkeria proviene dall'Anisico della parte gondwaniana di Pangea, Osmolskina dall'Olenekiano della parte laurasiatica) tendono a sostenere una distinzione a livello di genere.
Secondo una classificazione tradizionale, i generi Osmolskina ed Euparkeria appartengono alla famiglia Euparkeriidae, così come Dorosuchus della Russia, circa due volte più grande di Osmolskina e leggermente più derivato nella struttura del femore. Tuttavia, secondo gli autori dello studio questa famiglia non è supportata da caratteri derivati condivisi, ma solo da una combinazione apparentemente unica di caratteri plesiomorfici e apomorfici (Borsuk−Białynicka e Sennikov, 2009).